# Præsidenten (film fra 2011)
|  | For andre betydninger, se Præsidenten |
Præsidenten er en dansk dokumentarfilm fra 2011 instrueret af Christoffer Guldbrandsen.

## Handling
Filmen sætter fokus på Det Europæiske Råd, dets medlemmer og processen frem mod udpegelsen af Europas første præsident. Filmens medvirkende er alle tidligere eller nuværende regeringschefer, som personligt har deltaget i processen, bl.a. tidligere ministerpræsident i Italien, Romano Prodi og statsminister Anders Fogh Rasmussen.